# Віруси Коксакі
Віруси Коксакі (Coxsackievirus) — кілька споріднених серотипів ентеровірусів, які добре розмножуються в шлунку і кишечнику людини, спричинюють різноманітні клінічні форми хвороб, які входять до групи ентеровірусних інфекцій.

## Назва
Перших представників вірусів Коксакі виділили Г. Долдорф і Г. Сіклз у 1948 році з кишечника дітей із поліомієлітоподібними ураженнями в госпіталі містечка Коксакі (штат Нью-Йорк, США). На честь містечка і названо вірус.

## Характеристика
Лікарям відомо до 30 різновидів таких вірусів, які відносять до трьох груп ентеровірусів людини: А, В і С. Вірус Коксакі є однією з головних причин захворювання на асептичний менінгіт. Після перенесеної маніфестної або інаппарантної інфекції розвивається стійкий імунітет.
Попри повну морфологічну схожість із поліовірусами, віруси Коксакі мають іншу антигенну структуру і перехресно не зв'язуються з антитілами проти збудників поліомієліту.
За характером селективної патогенної дії вірусів Коксакі, що здійснюється при зараженні мишенят, поділяють на дві групи.
- Віруси Коксакі групи A спричинюють епідемічну міалгію із запаленням і вогнищевим некрозом поперечносмугастих м'язів.
- Віруси Коксакі групи B спричинюють ураження центральної нервової системи (вогнищеві дегенерації, паралічі), некроз скелетної мускулатури (іноді міокарда), запальні ураження селезінки тощо.

За структурою типоспецифічного антигена віруси Коксакі групи A поділяють на 24 серовари, віруси Коксакі групи B — на 6 сероварів.
Серовари вірусів Коксакі не містять группоспецифічних антигенів, але мають перехресну реактивність.

## Епідеміологічні особливості хвороб, які спричинюють віруси Коксакі
Віруси Коксакі поширені повсюдно; зростання захворюваності відзначають у літньо-осінні місяці. Резервуар вірусів Коксакі — інфікована людина (віруси також можуть циркулювати у різних тварин). Основні механізми передачі вірусів Коксакі — фекально-оральний і контактний (з виділеннями носоглотки). Шляхи проникнення вірусів Коксакі й поширення ідентичні таким у поліовірусів.

## Симптоми

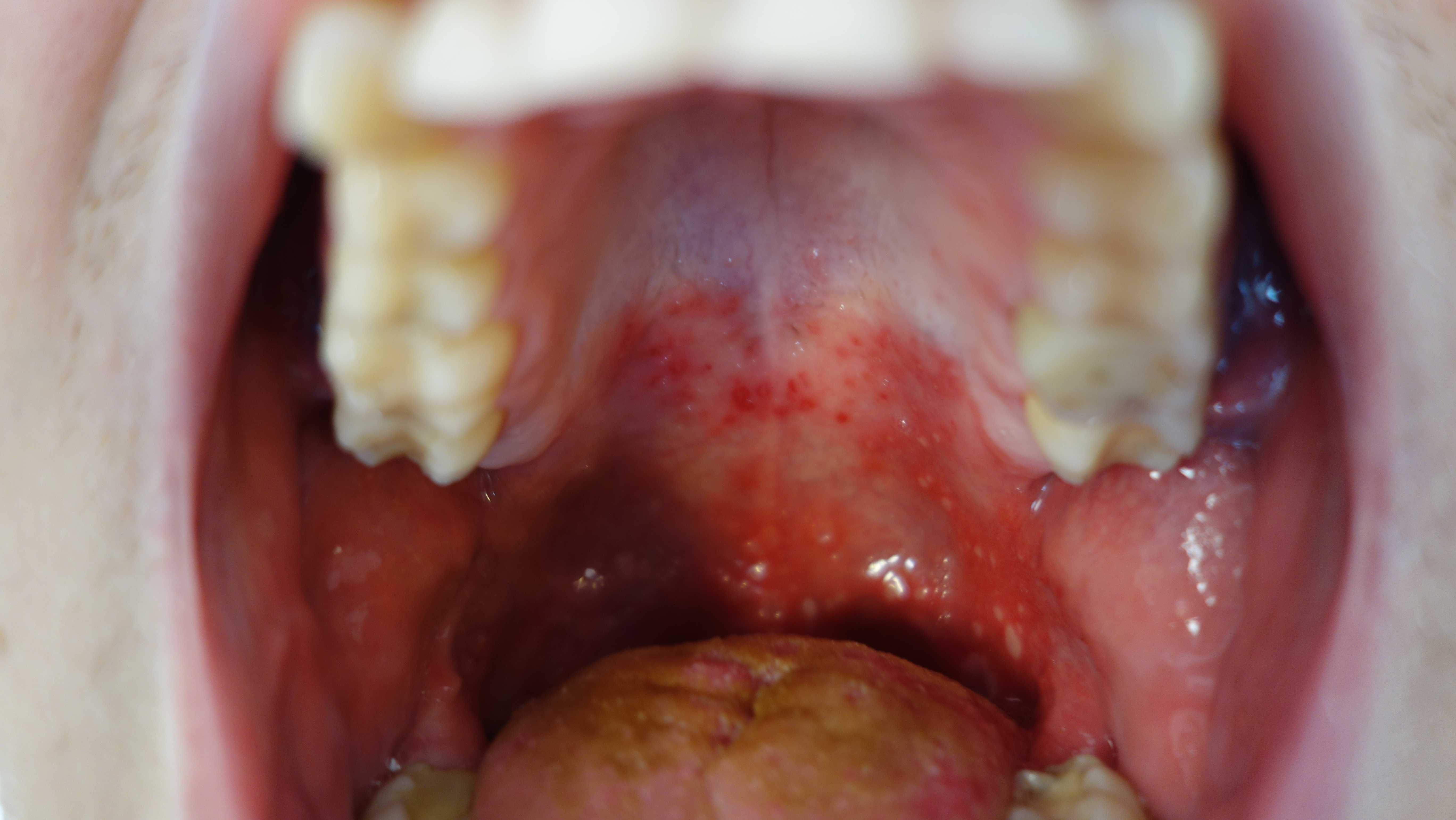
Герпангіна — клінічна форма ураження вірусом Коксакі, характерне ураження ротоглотки

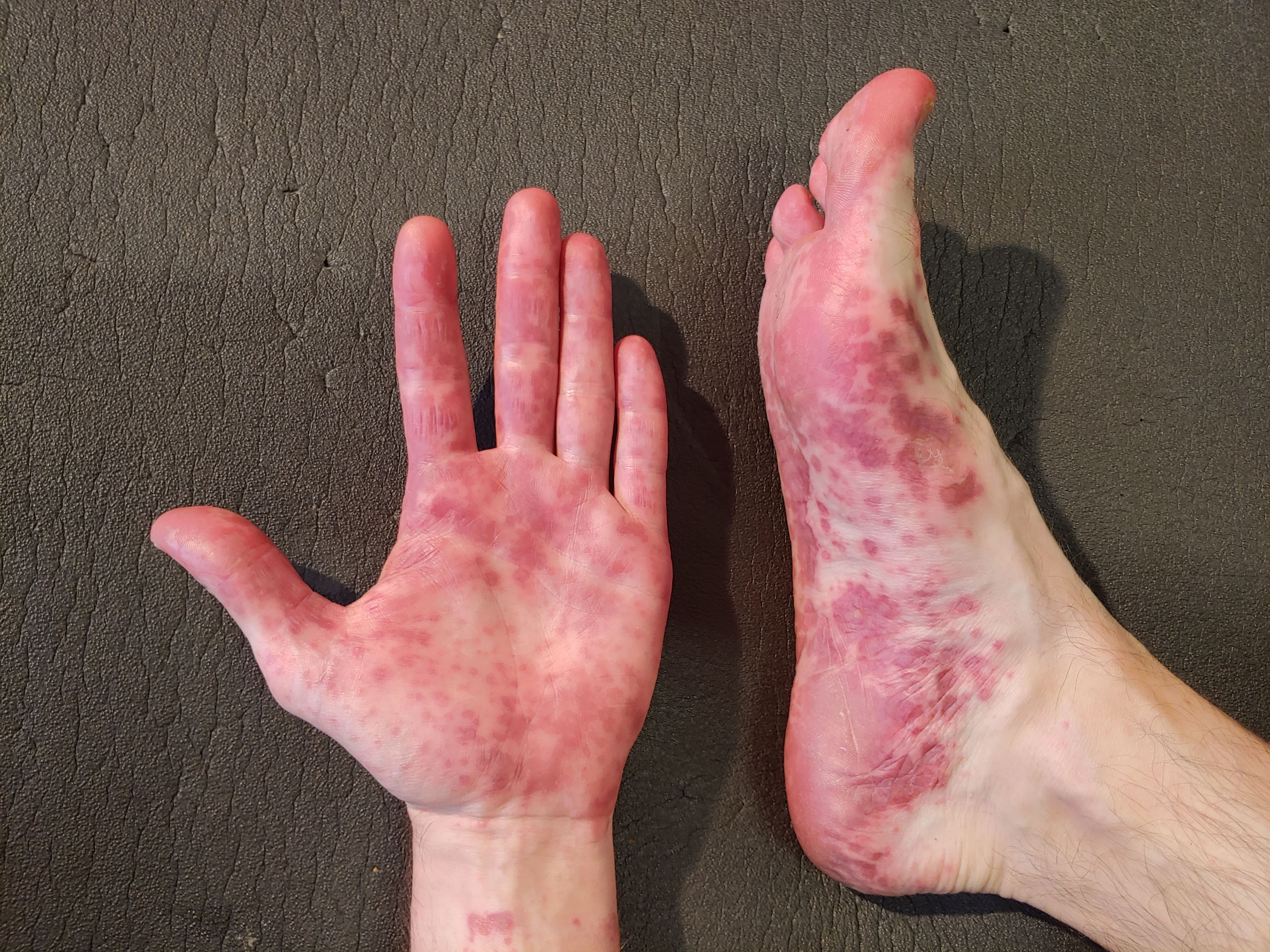
Ураження шкіри вірусом Коксакі у дорослої людини

Інкубаційний період триває кілька днів. Потім у пацієнта настає підвищення температури до 39—40 °C, можливі багаторазова блювота, діарея, поява висипу на руках, ногах, грудях та обличчі. Пацієнт відчуває головний біль, слабкість. Уражається слизова горлянки, що ускладнює прийом їжі. При стандартному перебігу хвороби її симптоми зникають за один-два тижні.
Крім особливих випадків зараження вірусом типу B (здатним викликати серйозні ускладнення), спеціальне лікування не вимагається. Допомога хворому зводиться до полегшення поточного стану: зниження температури, запобігання зневодненню, зняттю свербіння і набряку, створення прийнятних гігієнічних умов; антибіотики не застосовуються.